# Lambis millepeda
Lambis millepeda (nomeada, em inglês, Millipede spider conch ou Milliped spider conch; em francês, Ptérocère millepattes) é uma espécie de molusco gastrópode marinho pertencente à família Strombidae. Foi classificada por Carolus Linnaeus em 1758, nomeada Strombus millepeda na obra Systema Naturae; sendo encontrada no Indo-Pacífico (Madagáscar) e, mais especificamente, o sul do Pacífico Ocidental, entre Celebes, Filipinas (onde é chamada Saang), Indonésia e Melanésia, na Papua-Nova Guiné. Esta é a única espécie do gênero Lambis com mais de 6 prolongamentos espiniformes em seu lábio externo, além do seu destacado canal sifonal.[carece de fontes?] São utilizadas, as conchas, para o artesanato e venda de souvenirs, ou para o colecionismo. Ela aparece frequentemente nos mercados da região central das Filipinas, embora se diga que a carne do animal seja um tanto amarga para o paladar.

## Descrição da concha
Conchas chegando a pouco menos de 10 ou pouco mais de 20 centímetros de comprimento, quando desenvolvidas; dotadas de espiral baixa, estriada. Sua abertura é estreita e as projeções de seu lábio externo, geralmente em número de 9, são mais longas na extremidade posterior e em número de 3, nesta região. Sua coloração é creme com manchas em marrom, geralmente acompanhando o traçado de suas linhas espirais em relevo; também apresentando nódulos na superfície de sua última volta. No interior de sua abertura e em sua columela são possíveis de ser observados diversos desenhos lineares e suaves, de coloração castanha.

## Etimologia demillepeda
A etimologia de millepeda provém do latim millepede, com o significado "mil pés" e sendo anteriormente utilizada para designar artrópodes terrestres dotados de muitas extremidades locomotoras; numa alusão ao número de prolongamentos na abertura desta espécie de molusco.

## Habitat e hábitos
Lambis millepeda ocorre em águas rasas da zona entremarés e zona nerítica até os 5 metros.